# Matilda de Chester, condesa de Huntingdon
Matilda de Chester, condesa de Huntingdon (1171-6 de enero de 1233), fue una noble anglonormanda, conocida en ocasiones como Maud y otras con el apellido de Kevelioc. Fue hija de Hugh de Kevelioc, V conde de Chester, y esposa de David de Escocia, conde de Huntingdon.

## Familia
Lady Maud nació en 1171, y fue la primogénita de Hugh de Kevelioc (también Hugh de Meschines), V conde de Chester, y de Bertrade de Montfort, prima del rey Enrique II de Inglaterra. Sus abuelos paternos fueron Ranulf de Gernon y Maud (Matilda) de Gloucester, la nieta del rey Enrique I de Inglaterra; y sus abuelos maternos fueron Simón III de Montfort, conde de Évreux, y Mahaut.
Los cinco hermanos de lady Matilda fueron:
- Ranulf de Blondeville, VI conde de Chester
- Richard[4] (muerto joven)
- Mabel de Chester, condesa de Arundel
- Agnes (Alice) de Chester, condesa de Derby
- Hawise de Chester, condesa de Lincoln.

También tuvo una hermana, Amice (o Amicia) de Chester, que es probable que fuera ilegítima.
El padre de Matilda falleció en 1181 cuando ésta tenía diez años de edad. Hugh había prestado servicio en las campañas del rey Enrique en Irlanda después de que se le devolvieran sus propiedades en 1177. El rey se las había confiscado por haber participado en la revuelta de los barones de 1173–1174. Su hijo Ranulf le sucedió como conde de Chester, y Matilda se convirtió en la coheredera de su hermano.

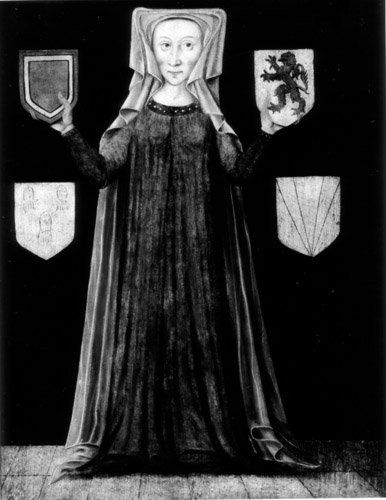
Dervorguilla de Galloway, nieta de Matilda de Chester

## Matrimonio y descendencia
El 26 de agosto de 1190, se casó con David de Escocia, conde de Huntingdon, un príncipe escocés, hijo de Enrique de Escocia, III conde de Huntingdon, y hermano menor de Malcolm IV de Escocia y Guillermo I de Escocia. Tenía casi treinta años más que Matilda. Benedicto de Peterborough dejó constancia de las nupcias.
David y Matilda tuvieron siete hijos:
- Margarita de Huntingdon (h. 1194 – después del 1 de junio de 1233), casada con Alan, señor de Galloway, del que tuvo dos hijas, entre ellas Dervorguilla de Galloway.
- Roberto de Huntingdon (muerto joven).
- Ada de Huntingdon, casada con sir Henry de Hastings, I barón Hastings.
- Matilde (Maud) de Huntingdon (m. después de 1219, soltera).
- Isobel de Huntingdon (1199 – 1251), casada con Robert Bruce, IV señor de Annandale, del que tuvo dos hijos, entre ellos Robert de Brus, V señor de Annandale.
- Juan de Escocia, señor de Huntingdon (1207 – 6 de junio de 1237), casado con Elen ferch Llywelyn. En 1232, sucedió a su tío Ranulf de Blondeville como conde de Chester, pero murió sin descendencia.
- Enrique de Huntingdon (muerto joven).[2][6]

David, su esposo, tuvo cuatro hijos ilegítimos de varias amantes.
Al morir su hermano Ranulf en octubre de 1232, Matilda heredó una parte de sus propiedades con sus otras tres hermanas, y el condado de Chester por derecho propio. Menos de un mes más tarde, con el beneplácito del rey, Matilda le entregó una donación inter vivos del condado a su hijo Juan el Escocés, que se convirtió en conde de Chester por derecho de su madre. El 21 de noviembre de 1232, el rey Enrique III lo invistió oficialmente con ese título. Se convirtió en conde de Chester por derecho propio al morir su madre seis semanas más tarde.
Matilda falleció el 6 de enero de 1233, a los 62 años de edad. Su esposo había muerto en 1219. En 1290, a la muerte de Margarita de Escocia, que ocasionó la desaparición de la línea legítima de Guillermo I, los descendientes de David y Matilda pasaron a ser los principales contendientes por la corona de Escocia, entre ellos Juan de Balliol, al que se eligió como rey, y Robert de Brus, abuelo del rey Roberto I.